# Brenzone sul Garda
Brenzone sul Garda fram till 2014 Brenzone  är en kommun i provinsen Verona i regionen Veneto i Italien. Kommunen hade 2 464 invånare (2018).